# Königstuhl (Odenwald)

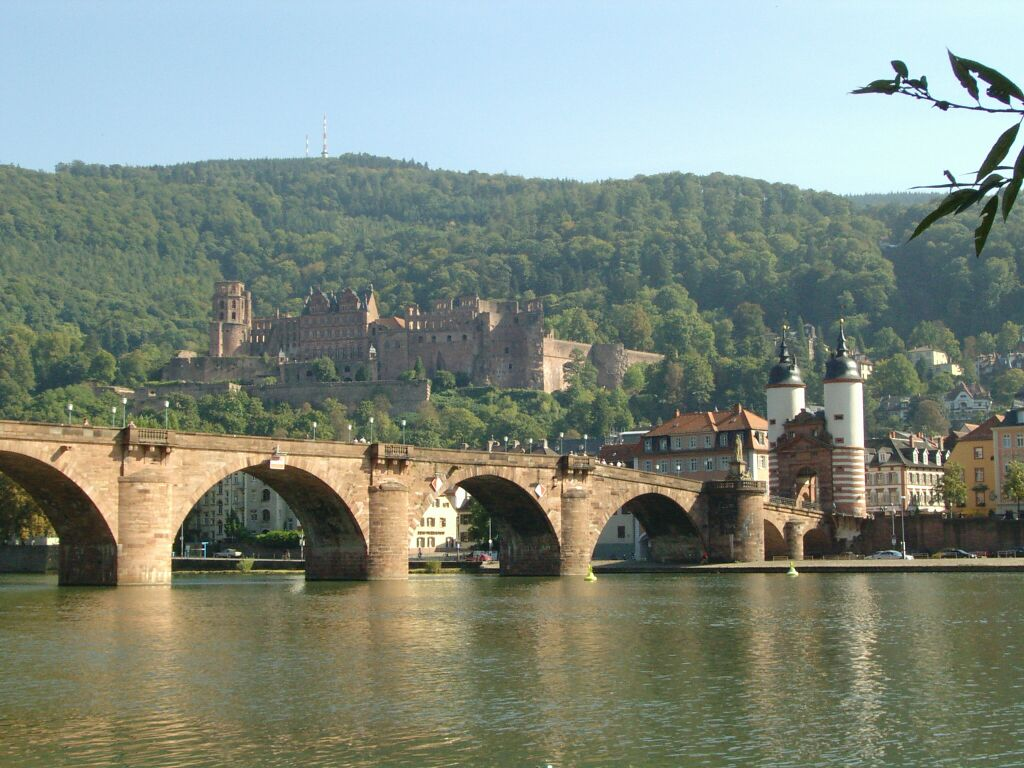
podul vechi, Castelul Heidelberg și muntele Königstuhl

Königstuhl este un munte (567,8 m) situat lângă Heidelberg din regiunea Odenwald la sud de valea râului Neckar.
Pe vârful muntelui se află:
- o stație astronomică a institutului Max-Planck
- Observatorul Königstuhl, un obsevator astronomic
- un parc de distracție
- o asociație care organizează vânarea cu șoimi
- antenă pentru tv și radio-difuziune

## Galerie de imagini

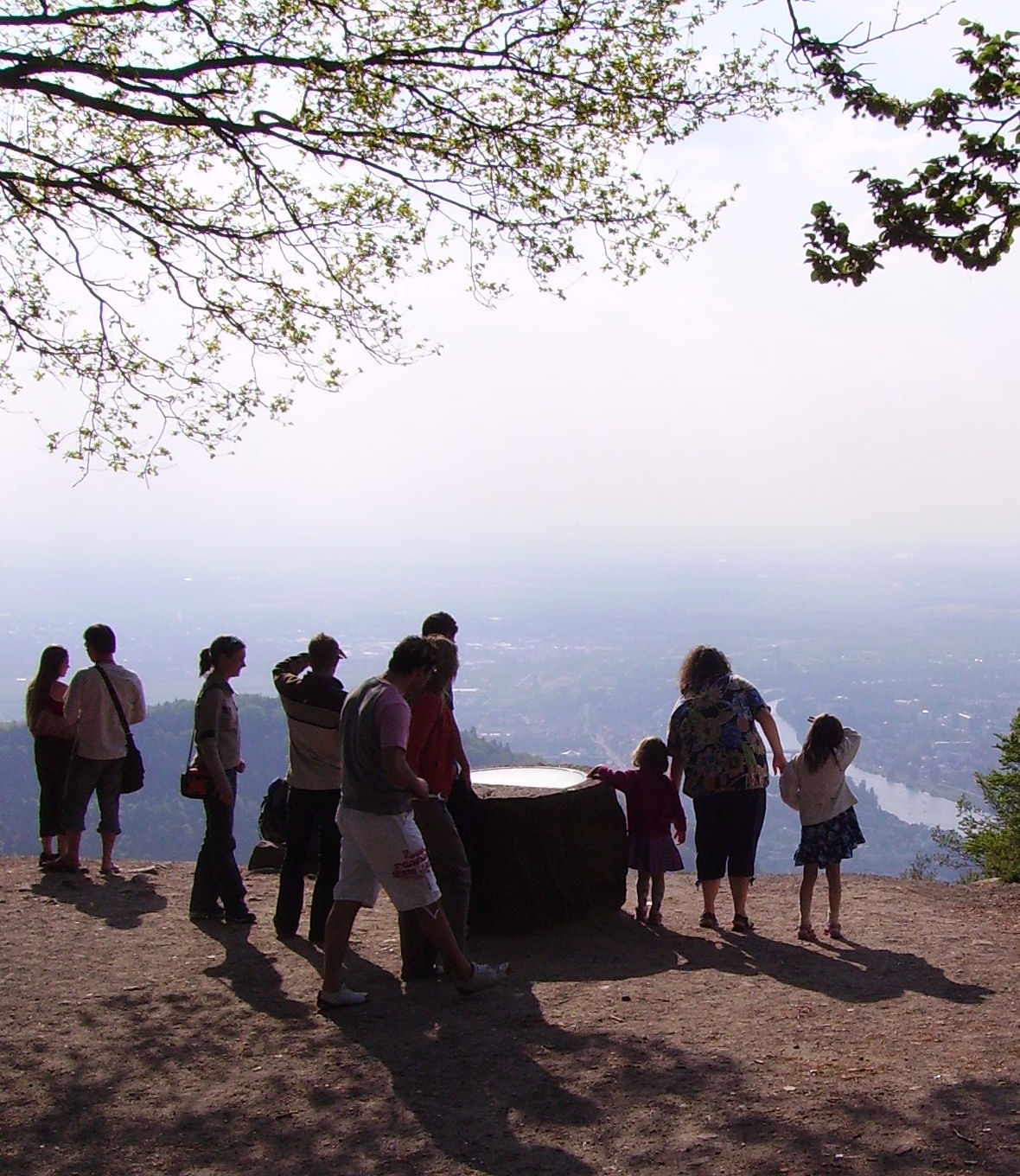
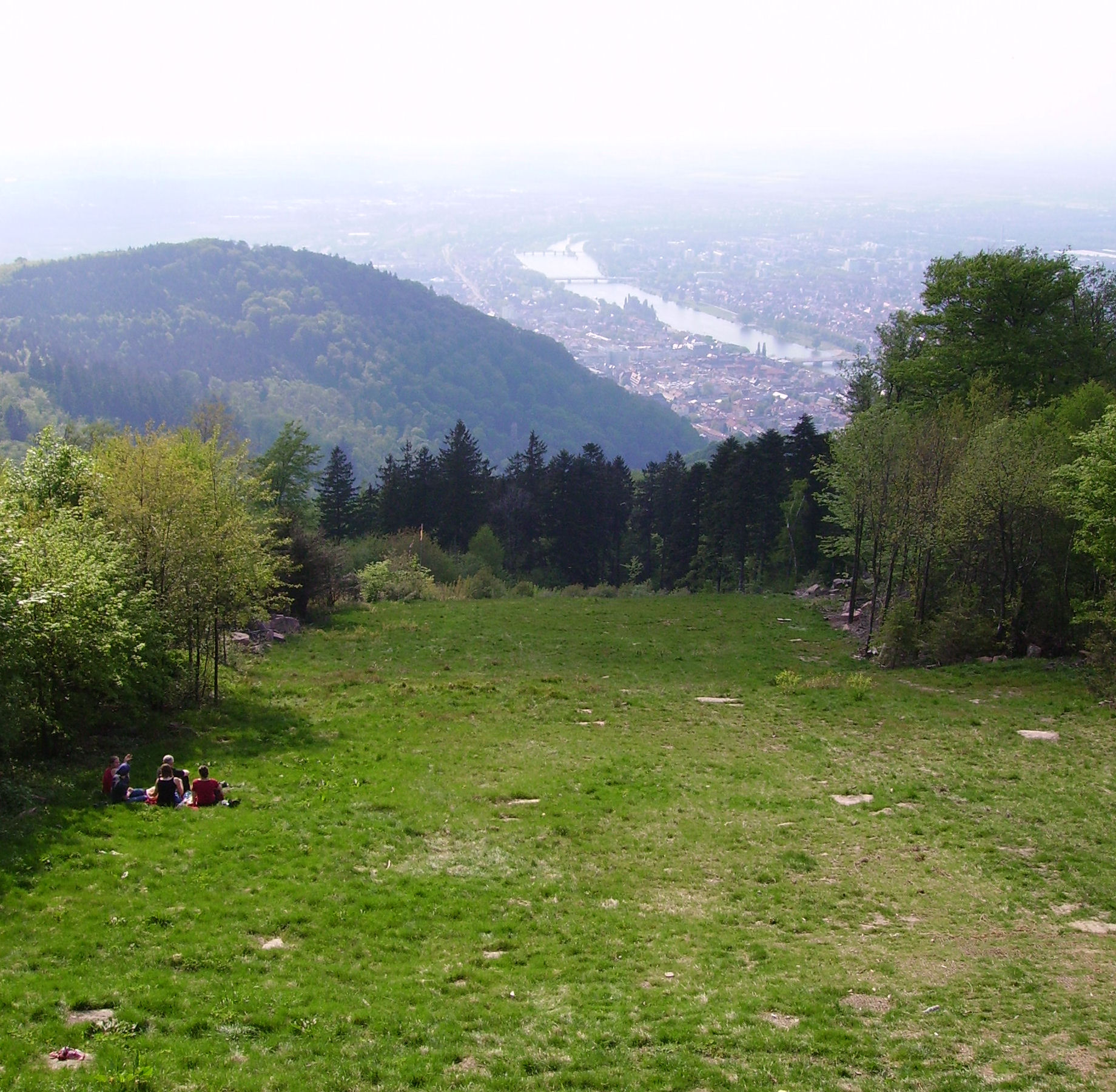
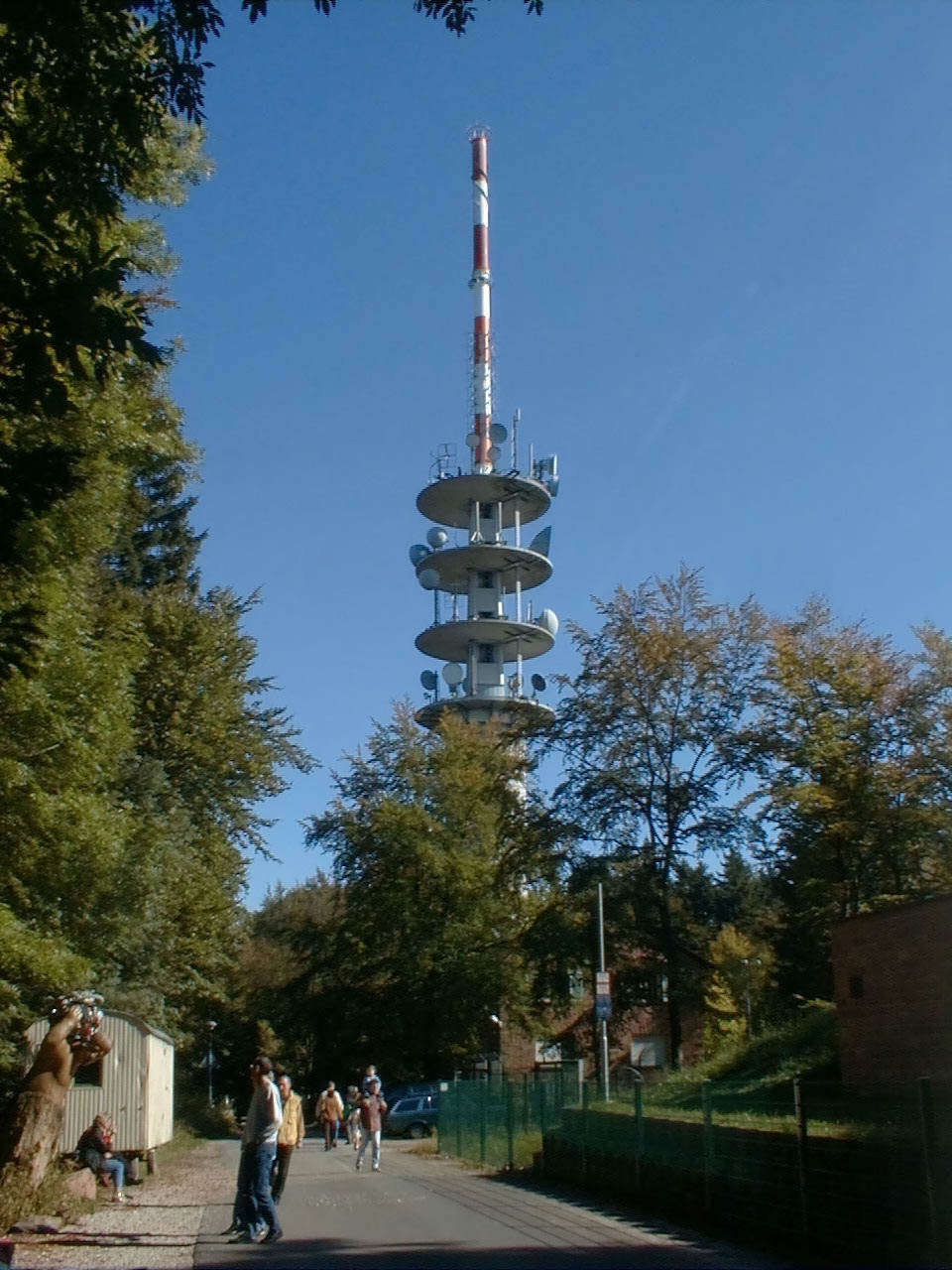